# James Eugene Dunlap
James Eugene Dunlap (* 31. Oktober 1889 in Ripon, Wisconsin; † 15. Dezember 1983 in Ann Arbor, Michigan) war ein US-amerikanischer Klassischer Philologe, der von 1923 bis 1960 an der University of Michigan wirkte.

## Leben
James Eugene Dunlap, der Sohn von Augustus Eugene Dunlap und Jessie C. Cooke Frazer Dunlap, studierte Latein und Griechisch am Ripon College (A. B. 1910) und unterrichtete anschließend an einer High School in Lancaster (Wisconsin). 1913 ging er als Buhl Classical Fellow an die University of Michigan, vertiefte dort seine Studien bei Francis W. Kelsey und erwarb 1914 den Mastergrad (A. M.). Von 1915 bis 1919 war er Instructor in Latin an der Ohio State University. Von 1919 bis 1920 war er Vertretungsprofessor für Francis W. Kelsey an der University of Michigan; gleichzeitig schloss er dort seine Promotion zum Ph. D. ab (1920).
Von 1920 bis 1923 lehrte Dunlap als Assistant Professor of Latin an der Indiana University Bloomington und kehrte anschließend an die University of Michigan zurück, zunächst als Assistant Professor of Greek and Latin, ab 1928 als Associate Professor, ab 1940 als Professor. Als die Departments of Greek and Latin 1946 zusammengelegt wurden, übernahm er ihre gemeinsame Leitung. Dunlap engagierte sich auch in der Selbstverwaltung der Universität und gehörte beispielsweise der Kommission für das Kelsey Museum of Archaeology an. 1951 erhielt er die Ehrendoktorwürde (Doctor of Humane Letters) des Ripon College. 1960 trat er in den Ruhestand.
James Eugene Dunlap war ab 1917 mit Gertrude Florence Clark (1891–1980) verheiratet. Das Paar hatte zwei Söhne, James Edward Dunlap und Robert Bruce Dunlap. Autobiografische Aufzeichnungen des Ehepaars Dunlap befinden sich in der David M. Rubenstein Rare Book and Manuscript Library der Duke University.

## Schriften (Auswahl)
- mit Arthur E. R. Boak: Two Studies in Later Roman and Byzantine Administration. New York 1924
- mit Henry Arthur Sanders: Latin Papyri in the University of Michigan Collection. Ann Arbor / London 1947